# تيكن X ستريت فايتر
تيكن X ستريت فايتر (بالإنجليزية: Tekken X Street Fighter)‏ ، هي لعبة فيديو من إنتاج شركتي نامكو وكابكوم اليابانيتين، عرضت اللعبة في معرض جيمزكوم بألمانيا سنة 2010 ، ولم تحدد وقت إصدار اللعبة.